# Bediha Gün
Bediha Gün (Smirne, 26 ottobre 1994) è una lottatrice turca, specializzata nella lotta libera.

## Palmarès
- Europei

Kaspiysk 2018: bronzo nei 55 kg.
Bucarest 2019: bronzo nei 55 kg.
Roma 2020: bronzo nei 55 kg.
Budapest 2022: bronzo nei 55 kg.
- Giochi del Mediterraneo

Tarragona 2018: oro nei 57 kg.